# Cantonul Saint-Hilaire-du-Harcouët
Cantonul Saint-Hilaire-du-Harcouët este un canton din arondismentul Avranches, departamentul Manche, regiunea Basse-Normandie, Franța.

## Comune
| Comune                    | Populație (1999) | Cod poștal | Cod INSEE |
| ------------------------- | ---------------- | ---------- | --------- |
| Chèvreville               | ...              | 50600      | 50133     |
| Lapenty                   | ...              | 50600      | 50263     |
| Les Loges-Marchis         | ...              | 50600      | 50274     |
| Martigny                  | ...              | 50600      | 50293     |
| Le Mesnillard             | ...              | 50600      | 50315     |
| Milly                     | ...              | 50600      | 50329     |
| Moulines                  | ...              | 50600      | 50362     |
| Parigny                   | ...              | 50600      | 50391     |
| Saint-Brice-de-Landelles  | ...              | 50730      | 50452     |
| Saint-Hilaire-du-Harcouët | ...              | 50600      | 50484     |
| Saint-Martin-de-Landelles | ...              | 50730      | 50515     |
| Virey                     | ...              | 50600      | 50644     |